# 苏尔茨海姆
苏尔茨海姆是德国拜仁州的一个市镇。总面积6.07平方公里，总人口1082人，其中男性551人，女性531人（2011年12月31日），人口密度178人/平方公里。